# A Japanese Nightingale
A Japanese Nightingale è un film muto del 1918 diretto da George Fitzmaurice. La sceneggiatura di Ouida Bergère e Jules Furthman si basa sull'omonimo lavoro teatrale di William Young, che aveva debuttato a New York il 19 novembre 1903. Prodotto dall'Astra film e distribuito dalla Pathé Exchange, aveva come interpreti Fannie Ward, W.E. Lawrence e Yukio Aoyama.

## Trama
Per sfuggire al matrimonio combinato con il lascivo e potente barone Nekko, alla giovane Yuki non resta che scappare di casa e, per sopravvivere, andare a fare la geisha. Ma si innamora di un amico di suo fratello, l'americano John Bigelow, che la ricambia. I due giovani si sposano. Però Ido, il sensale che aveva organizzato il suo matrimonio con Nekko e che si aspettava una grossa prebenda da quelle nozze, è deciso a mandare tutto all'aria pur di incassare la sua ricca commissione che altrimenti perderebbe. Così irrompe nel consolato, uccide il console e riesce a mettere le mani sopra il contratto di matrimonio, trafugandolo. Quando il fratello di Yuki arriva dagli Stati Uniti, viene a sapere che la sorella e John vivono sì insieme, ma illegalmente, visto che non esiste un certificato che attesti la loro unione. Per salvare John dalla vendetta del fratello, Yuki cede, accettando di sposare il barone. Ma quest'ultimo maltratta Ido, che ammette finalmente la sua colpa, restituendo il certificato rubato.

## Produzione

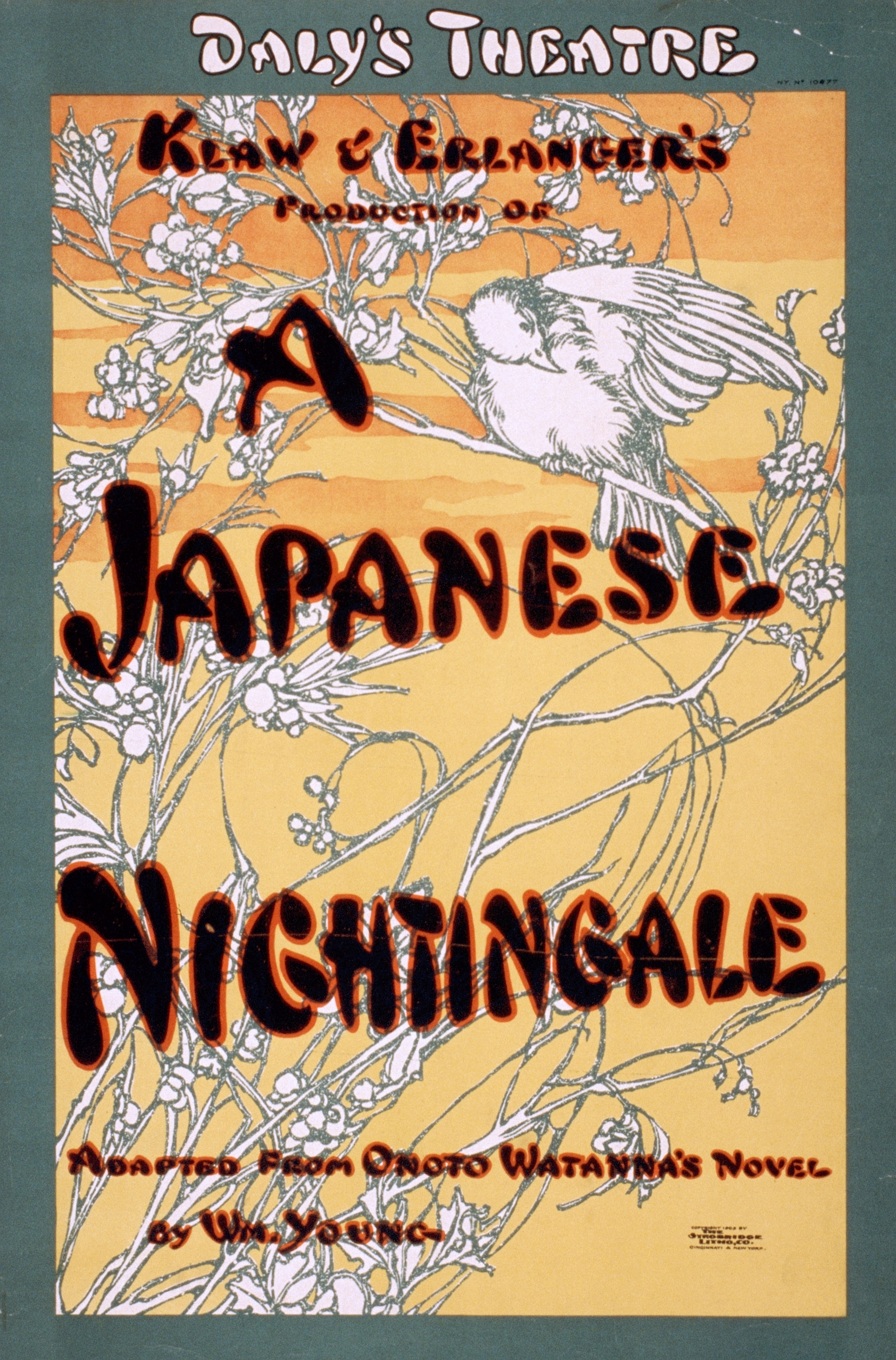
Poster dello spettacolo teatrale (1903)

Il film fu prodotto dalla Astra Film.

## Distribuzione
Il copyright del film, richiesto dalla Pathé Exchange, inc., fu registrato il 4 settembre 1918 con il numero LU12818.
Distribuito dalla Pathé Exchange, il film uscì nelle sale cinematografiche statunitensi il 22 settembre 1918. In Francia, venne distribuito dalla Pathé Frères il 1º agosto 1919 con il titolo Le Rossignol japonais. In Polonia prese il titolo Japonska cma; in Portogallo, dove uscì il 26 novembre 1920, quello di O Rouxinol Japonês. Il 25 giugno 1922, negli Stati Uniti ne uscì una riedizione in tre rulli, della lunghezza di 900 metri invece dei 1.500 originali.
Copia della pellicola viene conservata negli Archives du Film du CNC di Bois d'Arcy.